# Ringmer
Ringmer est un village et une paroisse civile du Sussex de l'Est, en Angleterre. Il est situé à environ 5 km à l'est de la ville de Lewes. Administrativement, il relève du district de Lewes. Au recensement de 2011, il comptait 4 648 habitants.
Le Premier ministre travailliste James Callaghan est mort à Ringmer en 2005.